# Макушиха
Маку́шиха — село в Україні,  Чернігівській області, Прилуцькому районі. Входить до складу Варвинської селищної громади.

## Історія
Є на мапі 1826-1840 років.
У 1862 році в селищі володарському Маку́шиха був завод по виробництву (?) та 52 двори де жило 390 осіб (184 чоловічої та 206 жіночої статі).
У 1911 році в селищі  Маку́шиця жило 884 особи (437 чоловічої та 447 жіночої статі).

## Населення
Згідно з переписом УРСР 1989 року чисельність наявного населення села становила 328 осіб, з яких 142 чоловіки та 186 жінок.
За переписом населення України 2001 року в селі мешкало 298 осіб.

### Мова
Розподіл населення за рідною мовою за даними перепису 2001 року:
| Мова       | Відсоток |
| ---------- | -------- |
| українська | 99,33 %  |
| молдовська | 0,34 %   |
| російська  | 0,34 %   |